# Port Talbot
Port Talbot är en ort och community i Storbritannien. Den ligger i kommunen Neath Port Talbot och riksdelen Wales, i den södra delen av landet, 250 km väster om huvudstaden London.
Vid folkräkningen 2011 hade tätorten, som även omfattar delar av kringliggande communities, 37 276 invånare, medan Port Talbot community, som endast omfattar centrala Port Talbot, hade 5 641 invånare.